# Le Blanc-Mesnil
Le Blanc-Mesnil (franskt uttal: [lə blɑ̃ menil]
 ( lyssna)) är en kommun i departementet Seine-Saint-Denis i regionen Île-de-France i norra Frankrike. Kommunen ligger i kantonen Le Blanc-Mesnil som tillhör arrondissementet Le Raincy. År 2022 hade Le Blanc-Mesnil 59 912 invånare.

## Befolkningsutveckling
| Befolkningsutvecklingen i Le Blanc-Mesnil 1968–2021 | Befolkningsutvecklingen i Le Blanc-Mesnil 1968–2021 | Befolkningsutvecklingen i Le Blanc-Mesnil 1968–2021 | Befolkningsutvecklingen i Le Blanc-Mesnil 1968–2021 | Befolkningsutvecklingen i Le Blanc-Mesnil 1968–2021 |
| --------------------------------------------------- | --------------------------------------------------- | --------------------------------------------------- | --------------------------------------------------- | --------------------------------------------------- |
|                                                     |                                                     |                                                     |                                                     |                                                     |
| År                                                  |                                                     |                                                     | Folkmängd                                           |                                                     |
| 1968                                                | 1968                                                |                                                     | 48 487                                              |                                                     |
| 1975                                                | 1975                                                |                                                     | 49 107                                              |                                                     |
| 1982                                                | 1982                                                |                                                     | 47 037                                              |                                                     |
| 1990                                                | 1990                                                |                                                     | 46 956                                              |                                                     |
| 1999                                                | 1999                                                |                                                     | 46 936                                              |                                                     |
| 2007                                                | 2007                                                |                                                     | 50 910                                              |                                                     |
| 2015                                                | 2015                                                |                                                     | 55 297                                              |                                                     |
| 2021                                                | 2021                                                |                                                     | 58 257                                              |                                                     |

## Kända personer från Le Blanc-Mesnil
- Pierre-Édouard Bellemare, ishockeyspelare

## Vänorter
Le Blanc-Mesnil har följande vänorter:
- Peterhof, Ryssland (sedan 1961)
- Sandwell, England, Storbritannien (sedan 1985)
- Debre Birhan, Etiopien (sedan 1991)
- Beni Douala, Algeriet (sedan 2003)
- San Giorgio Albanese, Italien (sedan 2018)
- Aguiar da Beira, Portugal (sedan 2020)